# 19461 Feingold
19461 Feingold este un asteroid din centura principală de asteroizi.

## Descriere
19461 Feingold este un asteroid din centura principală de asteroizi. A fost descoperit pe 18 aprilie 1998 la Socorro, New Mexico, în cadrul proiectului LINEAR. Asteroidul prezintă o orbită caracterizată de o semiaxă mare de 2,54 ua, o excentricitate de 0,09 și o înclinație de 5,1° în raport cu ecliptica.